# Tengeri (Baranya)
Tengeri est un village et une commune du comitat de Baranya en Hongrie.